# Evil Geniuses
Evil Geniuses (EG) est un club de sport électronique (eSport) américain basé à San Francisco. Crée en 1999, elle fait partie des plus vieilles organisations de esport dans le monde. Elle est présente dans plusieurs jeux différents : Dota 2, League of Legends, StarCraft II, World of Warcraft, Halo et Call of Duty.
C'était autrefois une filiale de GoodGame Agency, qui à son tour a été détenue par Amazon par le biais de sa division Twitch,.
L'équipe Dota 2 a remporté l'International 2015, en recevant le plus gros « cash prize » dans l'histoire de l'esport à l'époque.

## Histoire
Evil Geniuses a été fondée pour une équipe de Counter-Strike composée de Canadiens en 1999. Le PDG actuel est natif de Philadelphie et Alex Garfield a commencé à travailler pour l'équipe en 2004.
Evil Geniuses se lance dans Defense of the Ancients (Dota) le 12 avril 2008, composée de joueurs de la Team eMg (actuellement SK Gaming). Evil Geniuses fait son entrée en scène dans le jeu StarCraft: Brood War le 25 avril 2009, avec le recrutement des américains Geoff « iNcontroL » Robinson, et Dan « Nyoken » Eidson, avec Eric « G5 » Rothmuller, Jake « LzGaMeR » Winstead, et Bryce « Machine » Bates. Evil Geniuses a vu son équipe Nord-Américaine de DotA arrêter le 3 décembre 2009, après deux mois de pratique et peu d'exposition sur cette scène.
Evil Geniuses s'est lancé dans StarCraft II pendant le lancement du jeu de l'année 2010 avec le recrutement de top joueurs Américain Gregory « IdrA » Fields ainsi que le commentateur bien connu, et le joueur Nick « Insipide » Plott le 9 septembre 2010.
En 2010, Evil Geniuses s'est élargi dans les jeux de combat par la signature de Justin Wong et Martin « Marne » Phan. En moins d'un an, ils ont recruté cinq autres joueurs dont 3 Américains : Ricki Ortiz, Ari « fLoE » Weintraub, et Eduardo « PR Balrog » Perez-Frangie, ainsi que les joueurs japonais Yusuke « Momochi » Momochi, et Yuka « Chocoblanka » Kusachi. Marn a finalement été libéré, en 2011, à sa propre demande, avec l'intention de lancer sa propre équipe sur League of Legends, Team MRN.
Le 31 mars 2011, membre de longue date Manuel « Grubby » Schenkhuizen, ainsi que StarCraft II, chef de la division de Nick « Insipide » Plott quitté l'organisation par exemple perdu son Heroes of Newerth squad, le 8 juillet, à SK Gaming, en raison de parrainage de complications. Près de la fin de ce mois, la Corée du Nord Star Américaine de la Ligue des champions, Ho Joon « PuMa » de Lee, rejoint par exemple, malgré le manque de consultation avec son organisation précédente. Trois semaines plus tard, le sommet joueur Canadien, Chris « HuK » Loranger, il a quitté son long-temps à l'organisation de l'Équipe de Liquide, et rejoint par exemple, pour concourir aux côtés des Champs et Lee en Corée du Sud. le 21 octobre, il a été annoncé que le trio serait en mouvement pour rester avec le Sud-Coréen de l'équipe SlayerS, conformément à une corrélation partenariat mis en place entre les organisations. par exemple a vu le retour de deux anciens de DotA joueurs, Clinton « Peur » de Loomis et Jimmy « Démon » Ho, avec l'acquisition de leur premier Dota 2 de l'équipe.
Le 7 janvier 2012, Evil Geniuses a annoncé le licenciement de son équipe de longue date de Counter-Strike, bien que le joueur vedette Jordan « n0thing » Gilbert (en) ait produit du contenu relatif au jeu pour le site internet de l'organisation. En septembre 2012, Boulba et xHobbzeEx gauche de la Dota 2 de l'équipe en raison de problèmes personnels et ont été remplacés par Jio « Jeyo » Madayag et Robert « bdiz » tinnes a. Le 5 décembre 2012, par exemple, a signé le succès de StarCraft: Brood War joueur Zerg de Lee Jae-Dong. Le 25 janvier 2013, par exemple, a annoncé leur expansion dans de League of Legends avec la signature de l'ancien Comptoir de la Logique de Jeu de la division Européenne – dans les négociations qui aurait duré trois mois, cependant, l'équipe plus tard dissoudre due à de très mauvais résultats.
Le 4 avril 2014, Evil Geniuses a annoncé qu'ils avaient signé le joueur de jeux de combats, Kenneth « K-Brad » Bradley. Avant cela, Ari « fLoE » Weintraub avait été remercié par l'équipe.
Le 27 octobre 2014, il a été annoncé que trois joueurs des Evil Geniuses de l'équipe Call of Duty, Patrick « Maux » de Prix, Ian « Crimsix » Porter, et Ken Dedo, avaient quitté l'organisation, avant de rejoindre OpTic Gaming. Le chef de La direction de EG, Alex Garfield a confirmé via reddit qu'il avait, en effet laisser trois de ces joueurs aller chez OpTic Gaming.
Le 21 novembre 2014, Evil Geniuses, a annoncé le lancement de sa première équipe sur Halo, composée des jumeaux : Jason « Lunchbox » Brown et Justin « Roy » Brown, mais aussi du finaliste du championnat du monde de Halo 4 en 2014: Justin « iGotUrPistola » Deese et Eric « Snip3down » Wrona, qui est compté parmi les meilleurs « slayers » dans le monde. L'équipe a participé au Halo Championship Series de la Saison 1 et a gagné trois coupes en lignes à ce moment. Le 21 décembre iGotUrPistola a quitté l'équipe en raison d'une blessure. Il a été remplacé par Tony « LxthuL » Campbell venant de l'équipe BTH.
Le 9 décembre 2014, Evil Geniuses a annoncé que leur organisation mère, GoodGame Agence, avait été acquise par Twitch.
Le 16 décembre 2014, Evil Geniuses Yusuke Momochi remporté le 2014 Capcom Cup tournoi. Momochi s'est qualifié pour l'événement en remportant Asie du Sud-Est Majeur 2014 à Singapour. Cette victoire automatiquement de lui accorder l'entrée dans Capcom Cup 2015. Le 19 juillet 2015, Yusuke Momochi remporté l'Évolution de 2015, en prenant la victoire de AVerMedia de Bruce « Gamerbee » Hsiang dans une controverse Grand Finale qui a vu Momochi souffrent d'une défaillance matérielle avec son Razer stick arcade.
Le 12 décembre 2016, Evil Geniuses et Alliance sont devenus des organisations de joueurs où les joueurs sont aussi les propriétaires du club. Il a été confirmé plus tard que le joueur américain de Dota 2 Pierre « ppd » Dager a été nommé chef de la direction de Evil Geniuses.
Le 24 mars 2017, Evil Geniuses investi dans la scène Super Smash Bros. sur Wii U avec l'acquisition de Julian « Zinoto » Carrington.

## Logos

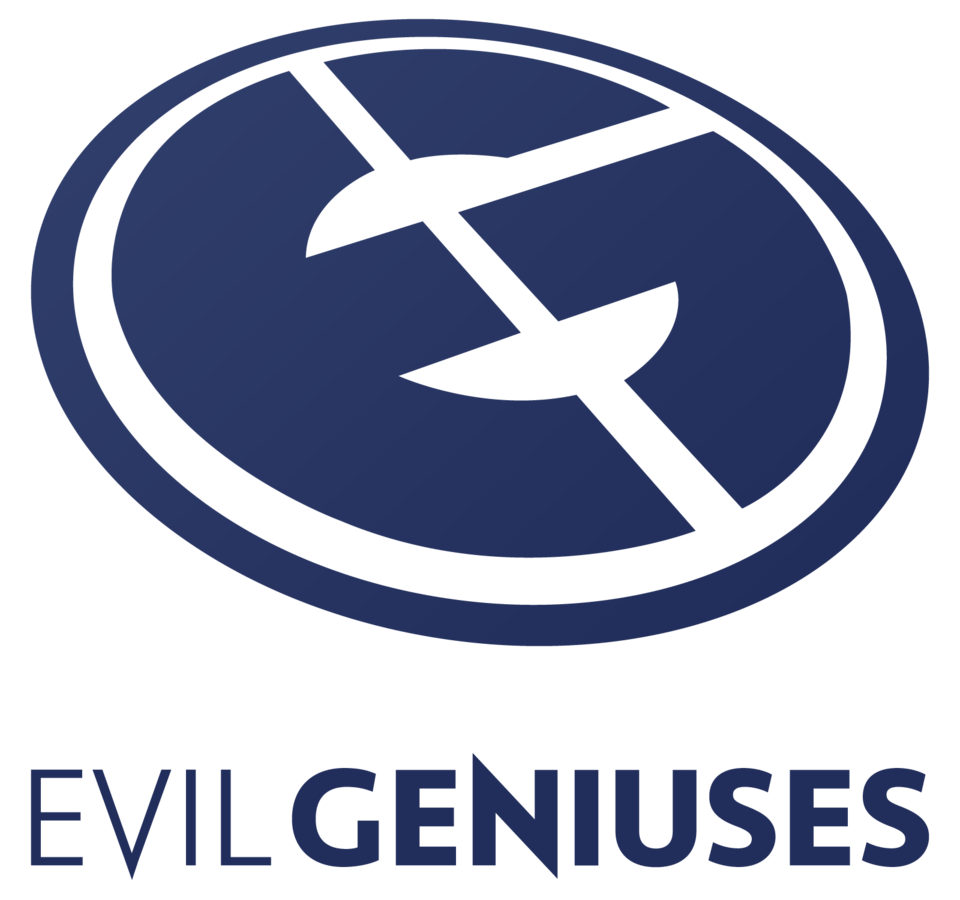
2010 à 2018
depuis 2019

## Divisions actuelles

### Dota 2
Après l' International 2011, Evil Geniuses a annoncé leur nouvelle équipe sur Dota 2 en octobre 2011. Cette liste inclus Clinton « Peur » de Loomis, Rasmus Couchette « Misère » Filipsen, Jimmy « Démon » Ho, Amel « PlaymatE » Barudzija, et Pers Anders Olsson « Pajkatt » Lille.
Après des résultats moyens dans les gros tournois, Evil Geniuses recrute Kurtis « Aui_2000 » Ling de Cloud9 en décembre 2014 et en misant sur Sumail qui vient du Pakistan. Le 8 août 2015, Evil Geniuses l'équipe chinoise CDEC Gaming en gagnant l' International 2015, en finissant premier du plus gros tournois de sport électronique au monde, remportant ainsi un total de 6 616 014 $, qui a été l'un des plus grands cash prize jamais enregistré dans l'esport. Ils ont également été la première et la seule encore aujourd'hui équipe américaine à avoir remporté l'épreuve en plus dans leurs pays à Seattle. Une semaine plus tard, Aui_2000 a été libéré de son contrat avec l'équipe, avec l'ancien membre Arteezy remplaçant sur la liste.
Terminant troisième du Major de Francfort en 2015 et du Shanghai Major en 2016. Le 22 mars, Arteezy et UNiVeRsE quittent l'équipe en se joignant à Team Secret. Le 25 mars, Evil Geniuses, a annoncé que les ex-membres Aui_2000 et Boulba vont rejoindre l'équipe pour combler ces postes.
Evil Geniuses termine à la troisième place de L' International 2016. Après le tournoi, « ppd » et « Fear », ont tous deux décidé de se retirer de la compétition de Dota 2 pour poursuivre d'autres opportunités au sein de l'organisation. Ils ont été remplacés par Andreas Franck « Cr1t- » Nielsen, qui allait devenir le nouveau capitaine, et Arteezy.
À la suite de leur élimination très tôt dans L' International 2017 en août, Ludwig « zai » Wåhlberg quitté Evil Geniuses se disant qu'il allait chercher de nouvelles options au sujet de sa carrière. Après Shortley, c'est au tour de Peter « ppd » Dager de démissionner en tant que PDG et qui a été remplacé par l'ancien manager de l'équipe, Philippe Aram. Le mois suivant, les Evil Geniuses ont annoncé que Clinton « Fear » Loomis sortirait de son rôle de coach de l'équipe pour rejoindre l'équipe en tant que joueur actif.
En décembre 2017, Evil Geniuses a annoncé qu'ils allaient retirer de l'équipe UNiVeRsE et leur coach, SVG. Ils choisissent Rasmus « Misère » Filipsen et Sam « Boulba » Sosale pour les remplacer. En mai 2018, Evil Geniuses a annoncé l'acquisition de « s4 » et « Fly » anciens joueurs d'OG après avoir résilié « Fear » et « Misery » de leurs contrats.
Le 28 mai 2018, coup de tonnerre sur la scène Dota 2 où, Evil Geniuses récupère Gustav « s4 » Magnusson et Tal « Fly » Aizik de chez OG 2 mois avant l' International 2018 à la place de « MISERY » et « Fear », pour pouvoir espérer de gagner l'International, mais ils échouent à la troisième place et c'est « OG » qui remporte l’événement.
| Nat. | Pseudo  | Nom              | Rôle | Date d'entrée     |
| ---- | ------- | ---------------- | ---- | ----------------- |
|      | Arteezy | Artour Babaev    | 1    | 15 septembre 2016 |
|      | Sumail  | Sumail Hassan    | 2    | 15 septembre 2016 |
|      | Cr1t-   | Andreas Nielsen  | 3    | 15 septembre 2016 |
|      | s4      | Gustav Magnusson | 4    | 28 mai 2018       |
|      | Fly     | Tal Aizik        | 5    | 28 mai 2018       |

|  | Boulba | Kanishka Sosale | Entraineur | 20 décembre 2017 |

### Counter-Strike: Global Offensive
En septembre 2019, Evil Geniuses acquiert l'équipe qui réprésentait jusque-là NRG Esports. Il s'agit de la première équipe de EG sur un jeu Counter-Strike depuis la fin de leur équipe sur Counter-Strike 1.6 en 2012. L'équipe remporte l'ESL One New York pour son premier tournoi sous ses nouvelles couleurs.
| Nat. | Pseudo    | Nom             | Rôle   | Date d'entrée   |
| ---- | --------- | --------------- | ------ | --------------- |
|      | autimatic | Timothy Ta      | Rifler | 19 janvier 2022 |
|      | Walco     | Colby Walsh     | Rifler | 24 juin 2023    |
|      | Jeorge    | Jeorge Endicott | Rifler | 24 juin 2023    |
|      | junior    | Paytyn Johnson  | Sniper | 24 juin 2023    |
|      | HexT      | Jadan Postma    | Rifler | 24 juin 2023    |

|  | Axed | Tommy Ryan | Entraineur | 24 juin 2023 |

### Call of Duty
Evil Geniuses se lance dans l'eSport Call of Duty le 6 mai 2014 sur  Ghost en achetant l'équipe de Complexity Gaming composé de ACHES, TeePee, Crimsix, et Karma.
Après une très bonne saison sur Call of Duty: Ghosts en dominant la scène, Evil Geniuses se retire de la scène Call of Duty pendant les deux prochains Call of Duty.
Le 21 novembre 2016, la scène Call of Duty a tremblé avec Evil Geniuses qui est de retour pour la saison  Infinite Warfare. Presque trois ans après la fin de son règne sur  Ghost, l'officialisation du retour de EG a été précipitée par l'annonce du tournoi CWL Invitational organisé par Activision.
Mais, cette saison sur ce Call of Duty a été très mauvaise en ne s'imposant sur aucun événement.
Pendant environ deux ans, l'équipe va stagner et ne faire que des rotations de joueurs, même avec l'arrivée du nouveau Call of Duty: WWII où la saison se passera avec de très mauvais résultats.
La renaissance apparaît le 12 avril 2018 avec l'arrivée des Américains Adam « Assault » Garcia et Justin « Silly » Fargo-Palmer.
Ils arrivent alors à se qualifier pour le plus gros tournoi de Call of Duty: le Call of Duty Championship 2018.
Enfin le 19 août 2018, ils remportent le Call of Duty Championship 2018 en partant « d'outsiders » en battant 3-0 la Team Kaliber en finale et ainsi remporter 600 000 $.
| ID      | Nom                 | Rôle                 | Date d'entrée     |
| ------- | ------------------- | -------------------- | ----------------- |
| ACHES   | Patrick De Prix     | Flex[Quoi ?]         | 21 septembre 2017 |
| Apathy  | Bryan Zhelyazkov    | SMG Slayer[Quoi ?]   | 21 septembre 2017 |
| Assault | Adam Garcia         | Principal AR[Quoi ?] | 12 avril 2018     |
| SiLLY   | Justin Fargo-Palmer | Soutien SMG[Quoi ?]  | 12 avril 2018     |
| Bevils  | Embry Mal           | Coach                | 15 avril 2018     |

### Les jeux de combats
| ID              | Nom                 | Date d'entrée    |
| --------------- | ------------------- | ---------------- |
| HelloKittyRicki | Ricki Ortiz         | 2010             |
| NYChrisG        | Christophe Gonzalez | 1er janvier 2017 |

#### Super Smash Bros
En mai 2014, Kevin « PPMD » Nanney rejoint Evil Geniuses et devient leur premier joueur Super Smash Bros.. Il est considéré comme l'un des « Cinq Dieux » de Melee.
| ID   | Nom          | Meilleurs personnages | Autres personnages | Date d'entrée |
| ---- | ------------ | --------------------- | ------------------ | ------------- |
| PPMD | Kevin Nanney | Falco, Marth          | Captain Falcon     | 9 mai 2014    |

### PlayerUnknown's Battlegrounds
| ID      | Nom            | Date d'entrée   |
| ------- | -------------- | --------------- |
| decipLe | Mike Baker     | 12 juin 2018    |
| Gnomey  | Cole Garton    | 23 octobre 2017 |
| Wattz   | Austin Watts   | 23 octobre 2017 |
| Wo1f    | Wolfgang Braun | 12 juin 2018    |

## Anciennes divisions

### Rocket League
Evil Geniuses fait son entrée sur la scène Rocket League en mars 2018 avec l'acquisition de la Team eQuinox en vue de la saison 5 des RLCS. Avant la saison suivante, Robert « Chrome » Gomez est remplacé par Reed « Chicago » Wilen. L'équipe se qualifie pour les championnats du monde. Chicago quitte finalement EG et est remplacé par l'Australien Matthew « Drippay » Den-Kaat, dans ce qui constitue la premier transfert d'un joueur d'un continent à un autre dans l'histoire de Rocket League. Cependant, les résultats lors de la saison suivante sont décevants, l'équipe étant reléguée en RLRS, la deuxième division sur le jeu. L'équipe se sépare donc de ses joueurs, et décide de quitter la scène Rocket League.

### Tom Clancy's Rainbow Six: Siege
Le 10 novembre 2017, Evil Geniuses a annoncé qu'elle avait acquis l'équipe Rainbow Six de Continuum, composée de Troy « Canadien » Jaroslawski, Nathan « nvK » Valenti, Austin « Yung » Trexler, Brandon « BC » Carr, Ammar « Necrox » Albanna, et la Jordanie « BKN » Soojian.
Cette équipe a fait partie des meilleures au monde, en ayant terminé deuxième au Six Major Paris 2018 en s'inclinant 3-0 face à G2 Esports anciennement Penta.
Evil Geniuses décide de quitter la scène Rainbow Six: Siege après la changement de format de la Pro League, en avril 2020.